# Mangalia
Mangalia és una vila de la província de Constanţa i un complex balneari de la "riviera romanesa", que té una població de 36.364 habitants en el 2011.
La cantant Inna va néixer en aquesta ciutat.

## Història
A la vila s'hi troben les ruïnes de Callatis (grec Kallatis), ciutat grega fundada probablement al segle IV aC per Heraclea Pòntica. i situada a Mèsia, a la costa de la mar Negra (Euxí) entre Tomis i Tetrísia. Fou colònia de Milet i fou poblada per milesis i megarians. Prosperà durant l'època hel·lenística, i arribà a emetre monedes d'or. Conquerida pels romans, a finals del segle i aC, va ser integrada a la província de Mèsia inferior.